# Trametes villosa
Trametes villosa es una especie de hongo de la familia Polyporaceae. Esta especie tiene amplia distribución a nivel mundial, podría confundirse con Trametes versicolor de la cual se diferencia por tener un color gris en diferentes tonalidades, causa pudrición blanca en algunas especies de coníferas.

## Clasificación y descripción de la especie
Basidiocarpo, anual, sésil, imbricado, de 2.5-5 cm, con un radio de 1-2 cm aproximadamente, grosor de 2 mm. Forma flabeliforme, abriéndose a partir del sustrato, de color blanco a negro, pasando por tonos grises de distintos matices. De superficie vellosa en los especímenes jóvenes, quedando glabra en ejemplares adultos, con el borde ondulado de manera irregular. Himenio de color blanquecino a marrón en la etapa adulta, de 1-3 poros angulares por mm. Esporas de 5.5-6 x 2.5-4 μm, fusiformes, lisas, hialinas; hifas de 4 μm de diámetro.

## Distribución de la especie
En México se localiza en Hidalgo, Estado de México, Oaxaca y Sonora. También se localiza en Brasil y Argentina.

## Ambiente terrestre
Crece sobre madera (lignícola), produce pudrición blanca.

## Estado de conservación
Se conoce muy poco de la biología y hábitos de los hongos, por eso la mayoría de ellos no se han evaluado para conocer su estatus de riesgo (Norma Oficial Mexicana 059).